# Myosurus breviscapus
Myosurus breviscapus är en ranunkelväxtart som beskrevs av Ernst Huth. Myosurus breviscapus ingår i släktet råttsvansar, och familjen ranunkelväxter. Inga underarter finns listade i Catalogue of Life.